# Багратиони, Джансуг Ираклиевич
Джансуг (Джано) Ираклиевич Багратиони (груз.: ჯანსუღ ირაკლის ძე (ჯანო) ბაგრატიონი; 4 апреля 1938, Тбилиси, Грузинская ССР —  13 января 2022, Тбилиси, Грузия) — грузинский общественный деятель, председатель Национального олимпийского комитета Грузии, педагог, спортсмен, тренер, политик. Чемпион СССР по гандболу (1964. Занимал пост президента Национального олимпийского комитета Грузии в 1996—2004 годах, предшественник Бадри Патаркацишвили. В 1999—2004 годах был депутатом Парламента Грузии 5-го созыва по партийному списку, от избирательного блока «Союз граждан Грузии».

## Происхождение
Из кахетинской ветви грузинской царской династии Багратионов, князей Багратион-Давитишвили, прямой потомок последнего законного монарха единого Грузинского царства, царя Георгия VIII (1446—1466). Княжеский дом Багратион-Давитишвили был одним из самых высокопоставленных княжеских родов Картлийского царства с собственным удельным княжеством — Садавитишвило, ликвидированным в 1801 году в связи с переходом Картли-Кахетинского царства под протекторат Российской империи.

## Биография
Родился 4 апреля 1938 года в Тбилиси, Грузинская ССР.
Сын народного артиста Грузинской ССР (1967), Ираклия Константиновича Багратиони (род. 1909 — ум. 1979) из Абано, Карельский муниципалитет. До вхождения Картли-Кахетинского царства в состав Российской империи, территория современного Карельского муниципалитета, и, в частности, селение Абано, входило в княжество предков Ираклия — Садавитишвило. 
С молодых лет Джансуг увлекался спортом, особенно гандболом.
Джансуг Багратион в 1963 году окончил Грузинский технический университет по специальности «технология кожевенных изделий», и Грузинский государственный институт физической культуры по специальности физическая культура и спорт в 1977 году.
В 1973—1984 годах работал заведующим кафедрой физического воспитания Грузинского политехнического института.

## Политическая и общественная деятельность
- 1984—1987 гг. — председатель Тбилисского комитета по спорту;
- 1987—1991 гг. — заместитель председателя Государственного комитета по спорту Грузии;
- 1991—1993 гг. — заместитель министра в Министерстве спорта и туризма Грузии;
- 1993—1996 гг. — заместитель председателя Спортивного комитета Грузии;
- 1996—1998 гг. — председатель Государственного департамента спорта Грузии, первый заместитель;
- 1999—2004 гг. — депутат Парламента Грузии 5-го созыва, избирательный блок: «Союз граждан Грузии», форма выбора: по партийному списку;
- с 2004 г. — почетный президент Национального олимпийского комитета Грузии.

В пик монархических настроений, в результате ослабления доверия грузинского населения к президенту Михаилу Саакашвили в 2007 году, на фоне кризиса в Грузии, Джансуг высказался на восстановления этого государственного строя следующим образом:
На мой взгляд, Грузии ещё рано переходить на модель конституционной монархии. Конечно же, такое предложение приемлемо и очень важно. В Тбилиси проживают молодые люди из царской династии Багратионов, которые являются прямыми наследниками престола. Несмотря на это, думаю, что пока что восстанавливать монархию рано, так как к этому ещё не готовы.

## Награды
- 1998 — Почетный гражданин города Тбилиси;
- 1998 — Орден «За заслуги» за развитие и популяризацию грузинского спорта, подготовку высококвалифицированных спортсменов и внесение особого личного вклада в воспитание специалистов;
- 1969 — Заслуженный тренер сборной Грузии;
- 1964 — Чемпион СССР (по гандболу);
- Трехкратный второй (1965, 1966, 1967) и третий (1963) призёр;
- Кавалер ордена Чести и ордена Олимпийского Комитета Грузии (1998);
- Орден Вахтанга Горгасали;
- Заслуженный советский тренер.

## Смерть
Скончался на 83-м году жизни в Тбилиси, Грузия, 13 января 2022 года. Его смерть вызвала широкий общественный резонанс. Как отмечает Национальный Олимпийский комитет Грузии в своем сообщении:
Он был человеком, отличавшимся организаторскими качествами, добротой, преданностью к делу, горячим защитником интересов спортсменов и спорта, руководителем многих важных начинаний. Именно поэтому он пользовался особым уважением как в Грузии, так и за рубежом, поэтому его ценили разные поколения спортсменов, тренеров, представителей спортивных федераций.
Соболезнования в связи с кончиной Джано Багратиони выразили и министерстве культуры, спорта и молодежи Грузии.
Выражаем соболезнования семье, друзьям и коллегам погибшего.
Джансуг Багратиони посвятил всю свою жизнь грузинскому спорту и олимпийскому движению, сначала как успешный спортсмен, один из лидеров первого поколения гандболистов, а затем — как тренер и великий опекун отечественного спорта, отмечают в НОК.
Похоронен на кладбище Сабуртало в Тбилиси.

## Семья
Оставил после себя двух дочерей: Нино (род. 1968) и Екатерину (род. 1972).
Его племянница, Тамара Георгиевна Багратиони (род. 1971), является супругой президента Грузии Михаила Кавелашвили.

## Наследие
Опубликовал 18 научно-методических работ, одну монографию.